# Aeropuerto de Nevşehir Kapadokya
El Aeropuerto de Nevşehir Kapadokya (IATA: NAV, OACI: LTAZ) es un aeropuerto ubicado en la ciudad de Nevşehir, Turquía. Inaugurado en 1998, se encuentra a 30 km de la ciudad.
Las terminales de pasajeros domésticos e internacionales del aeropuerto cubren un área de 3.500 m² y dispone de un aparcamiento de vehículos para cuatrocientos coches.
En 2006, el aeropuerto atendió 392 toneladas de carga, 833 operaciones y 27.832 pasajeros.

## Aerolíneas y destinos
| Aerolíneas           | Destinos                         |
| -------------------- | -------------------------------- |
| AnadoluJet           | Estambul–Sabiha Gokcen           |
| BH Air               | Chárter estacional: Sofía, Varna |
| European Air Charter | Chárter estacional: Sofía        |
| Turkish Airlines     | Estambul                         |